# Climacoceras
Climacoceras (gr. "cuernos de escalera") es un género extinto de ungulados artiodáctilos del Mioceno temprano de África y Europa. Estaban tan relacionados con las jirafas que el género una vez se colocó dentro de Giraffidae. Fósiles de las dos especies más conocidas, Climacoceras africanus y Climacoceras gentryi han sido encontrados en Kenia. Los animales medían aproximadamente 1,5 m de altura y había grandes cuernos semejantes a cuernas de ciervo.
El género fue colocado dentro de la familia Palaeomerycidae y después en Giraffidae, es ahora considerado un girafoide de la familia Climacoceratidae.
Otros climacocerátidos incluyen al Prolibytherium de Egipto y Libia y al Orangemeryx de Namibia y Sudáfrica.